# Hijazi

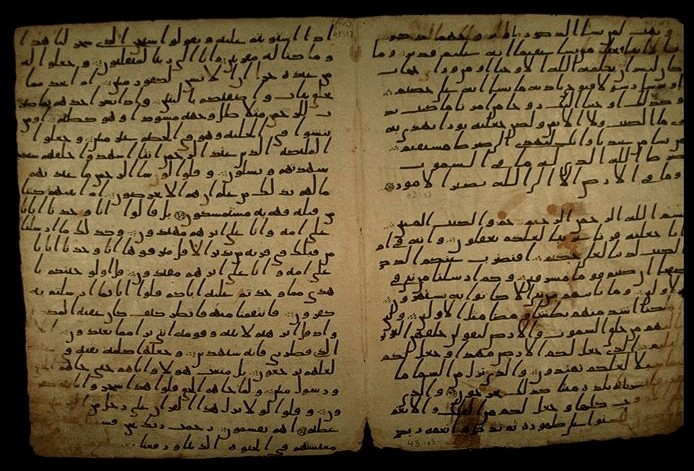
Un exemplaire du Coran datant de Ier siècle de l'Hégire, apr. J.-C. Fin de la sourate 42 et début de la sourate 43.

Le hijazi (arabe : حجازي, ḥijāzī) est un style calligraphique arabe, le plus ancien et le plus simple. Sa datation, qui est relativement acquise, remonte au VIIe siècle.

## Historiographie
L'étude de cette écriture passe par celle des manuscrits coraniques, via une approche sérielle. Il s'agit de déterminer par l'observation de différents critères (ductus, tracé...) des divisions en famille. Cette approche permet de diviser les manuscrits anciens en deux grandes variétés, les manuscrits en écriture hijazi et ceux en écriture koufique. Le style coufique connait aussi des subdivisions par style.
Le terme hijazi apparaît au XIXe siècle sous la plume de Michele Amari qui distingue les expressions « écriture de La Mecque » et « écriture de Médine », dans un manuscrit du Xe siècle. À l'heure actuelle, aucun élément ne conforte une telle distinction géographique et il n'existe aucune certitude quant à l'origine géographique de celles-ci. Depuis les années 1980, le coufique a été classifié par François Déroche qui préfère le terme d'« écriture abbasside ancienne ».
Si le terme d'hijazi est utilisé par la recherche, il a fait l'objet d'une critique par Estelle Whelan qui considère cette catégorie comme un « scholarly artefact ». Pour l'auteur, la catégorisation était alors principalement basée sur la forme d'une seule lettre, le alif, et sur une description ancienne inadaptée.

## Caractéristiques
L'écriture hijazi se caractérise par un ductus arrondi et une inclinaison des hastes vers la droite. Il n'existe, à l'heure actuelle, pas de sous-catégorie, chaque manuscrit étant lui-même à plusieurs mains, donc hétérogène.
Pour Cellard, il peut néanmoins être décomposé en deux ensembles principaux, le hijazi et le hijazi calligraphique, qui paraît plus homogène et pourrait se rapporter à des manuscrits entiers. Les copistes du premier ensemble utilisent un ductus accéléré, arrondi et sans levée d'instrument, tandis que les seconds se caractérisent par une écriture plus lente. 
Pour Déroche, "Il nous paraît toutefois plus prudent d’appliquer ce qualificatif non pas une écriture, mais à un style dont le dénominateur commun est représenté par l’alif." Déroche divise les manuscrits Hijazi en trois différents ensembles, tant par l'écriture que par l'orthographe du texte. Au Hijazi I, Déroche associe le manuscrit de Birmingham. Les caractéristiques de ce style sont : "leurs alifs sont tordus vers la droite de la main et étirés en hauteur, et leur apparence est légèrement inclinée.".

## Histoire
L'histoire des écritures arabes, en particulier son développement à partir du nabatéen, a beaucoup évoluée ces dernières années grâce à de nouvelles découvertes archéologiques. En l'état actuel de la recherche, si l’existence de témoins manuscrits pré-marwanides [avant 684] ne peut être exclue […], elle n’est en tout cas […] absolument pas prouvée, contrairement à ce qui reste trop souvent affirmé. En revanche, il existe un certain nombre de feuillets datant de l'époque omeyyade (661-750),.
Une coexistence entre deux formes d'écriture à la fin du VIIe siècle est vraisemblable. L'écriture hijazi serait, selon l'hypothèse de Gotthelf Bergsträsser (aujourd'hui, la plus vraisemblable), une écriture positionnée à mi-chemin entre le coufique et l'écriture ronde des papyri, possédant des caractéristiques des deux ensembles. Il s'agit d'un style libre, les copistes de l'époque omeyyade semblaient libres de ne pas calquer un style particulier.
Les manuscrits vont connaître une évolution d'une écriture austère et primitive vers un style plus sophistiqué. Sous les règnes d'Abd al-Malik et de son fils al-Walīd naît "une véritable calligraphie arabe", avec le groupe de manuscrits "O I". "L’histoire du codex coranique à l’époque omeyyade frappe par la rapidité et l’importance des changements qui ont affecté le texte et sa présentation au cours d’une période extrêmement brève". La rupture semble advenir sous le règne d'Abd al Malik, avec le passage du mushaf personnel en style hijazi vers des livres plus homogènes.
| Période omeyyade                        | Période omeyyade              | Période abbasside                   |
| --------------------------------------- | ----------------------------- | ----------------------------------- |
| Ancienne (fin du VIIe - début du VIIIe) | Tardive (1re moitié du VIIIe) | Ancienne (2e moitié du VIIIe - IXe) |
| Hijazi                                  |                               |                                     |
| Hijazi calligraphique -> \|             |                               |                                     |
| O, A                                    | → ?                           |                                     |
| B.I                                     | →                             | B.II                                |
|                                         | C.I                           | C.II/C.III                          |
|                                         |                               | D                                   |